# Mérk
Mérk – wieś na Węgrzech, w komitacie Szabolcs-Szatmár-Bereg, w powiecie Mátészalka. Jest położone w Nyírségu, tuż przy granicy węgiersko-rumuńskiej.

## Zabytki
- Kościół rzymskokatolicki budowany między 1882 a 1884 na cześć św. Piotra i Pawła, w stylu eklektycznym.
- Kościół reformowany budowany w latach 1899–1914 (styl eklektyczny) na miejscu innego kościoła zniszczonego przez pożar.
- Kaplica greckokatolicka.
- Pomnik II wojny światowej.

## Demografia
W 2001 90% ludności miasta stanowili Węgrzy, 6% – Romowie, a 4% – Niemcy.